# بحران مرزی ارمنستان و جمهوری آذربایجان (۲۰۲۱–اکنون)

نقشه مناطق اشغالی ارمنستان توسط جمهوری آذربایجان (۲۰۲۳)

نیروهای نظامی ارمنستان و جمهوری آذربایجان از ۱۲ مه ۲۰۲۱ وارد درگیری مرزی شده‌اند. این درگیری، زمانی آغاز شد که سربازان جمهوری آذربایجان، از چندین کیلومتری ارمنستان در استان‌های سیونیک و گغارکونیک عبور کردند. جمهوری آذربایجان در حال حاضر حداقل ۵۰ کیلومتر مربع از خاک ارمنستان را اشغال کرده است. با وجود درخواست پارلمان اروپا، آمریکا، فرانسه و دو نفر از سه رئیس مشترک گروه مینسک و سازمان امنیت و همکاری اروپا، جمهوری آذربایجان، نیروهای خود را از سرزمین‌های به رسمیت شناخته شده بین‌المللی ارمنستان، خارج نکرده است. از زمان پایان جنگ دوم قره‌باغ در سال ۲۰۲۰، جمهوری آذربایجان حملات متعددی به ارمنستان انجام داده‌ و به‌طور مرتب توافقنامه آتش‌بس را نقض کرده و درگیری‌های فرامرزی با ارمنستان را برانگیخته است.
این یک الگوی مداوم این است که، زمانی که دولت جمهوری آذربایجان از سرعت مذاکرات با ارمنستان ناراضی است، به حملات فرامرزی یا نقض آتش‌بس می‌پردازد.
بحران در ژوئیه ۲۰۲۱ با درگیری در مرز ارمنستان - نخجوان و در نوامبر ۲۰۲۱ در منطقه گغارکونیک - کلبجر تشدید شد.
در اوت ۲۰۲۱، نیروهای جمهوری آذربایجان با بستن بزرگراه اصلی شمال به جنوب، جنوب ارمنستان (استان سیونیک) را محاصره کردند، که سبب شد تمامی ترانزیت بین‌المللی با ایران را قطع شود و ارمنستان را مجبور به توسعه جاده‌های جایگزین کرد.

## زمینه
ارمنستان و جمهوری آذربایجان از زمان تبدیل شدن به کشورهای مستقل پس از فروپاشی اتحاد جماهیر شوروی در سال ۱۹۹۱ به‌طور رسمی مرزهای مشترک خود را مشخص نکرده‌اند
موضوع تعیین مرز بین ارمنستان و جمهوری آذربایجان بلافاصله پس از شکست ارمنستان در جنگ دوم قره‌باغ مطرح شد و جمهوری آذربایجان کنترل سرزمین‌های اشغالی خود را دوباره به دست گرفت. قبل از جنگ ۲۰۲۰، هیچ توافق دوجانبه ای در مورد مرز بین ارمنستان و جمهوری آذربایجان وجود نداشت، به طوری که برخی از روستاهای ارمنی و کارگران کشاورزی وارد جمهوری آذربایجان می‌شدند. در زمان شوروی، تعاملات و تحرکات فرامرزی رایج بود.